# Marmarashen
Marmarashen är en ort i Armenien.   Den ligger i provinsen Ararat, i den centrala delen av landet, 14 kilometer söder om huvudstaden Jerevan. Marmarashen ligger 844 meter över havet och antalet invånare är 2 946.
Terrängen runt Marmarashen är platt åt sydväst, men åt nordost är den kuperad. Runt Marmarashen är det ganska tätbefolkat, med 155 invånare per kvadratkilometer.. Närmaste större samhälle är Jerevan, 14,2 kilometer norr om Marmarashen.
Trakten runt Marmarashen består i huvudsak av gräsmarker.